# Міністр національної оборони Канади
Міністр національної оборони (англ. Minister of National Defence, фр. Ministre de la Défense nationale) — міністр корони; канадський політик у складі кабінету міністрів Канади, відповідальний за Міністерство національної оборони, що керує Канадськими збройними силами.
Ця посада замінила зниклу посаду міністра міліції та оборони. Під час Другої світової війни міністрові національної оборони допомагали два молодші міністри: міністр національної оборони у повітрі та міністр національної оборони на морі. Їхні портфелі об'єднані в єдину посаду міністра після закінчення війни.
Найвищою посадовою особою, підпорядкованою міністру, є начальник штабу оборони. Незважаючи на те, що головнокомандувачем Канадських збройних сил вважається генерал-губернатор Канади, основна відповідальність лежить на міністрі національної оборони.
Міністр національної оборони також призначається у федеральному уряді міністром, відповідальним за пошуково-рятувальну службу.
У сферу відповідальності міністра національної оборони також входять:
- Оборонна служба досліджень та розробок Канади
- Інститут комунікаційної безпеки
- Управління житлового будівництва Канадських збройних сил
- Генеральний суддя-адвокат
- Бюро скарг військової поліції
- Комітет із скарг Канадських збройних сил
- Секретаріат старшого військового судді
- Секретаріат омбудсмена Міністерства національної оборони та Канадських збройних сил
- Управління матеріального забезпечення особового складу Канадських збройних сил
- Курсанти Канади та Молодші канадські рейнджери
- Секретаріат Національної пошуково-рятувальної служби